# Texacephale
Texacephale – rodzaj dinozaura ptasiomiednicznego z grupy pachycefalozaurów żyjącego w późnej kredzie na obecnych terenach Ameryki Północnej. Został opisany w 2010 roku przez Nicholasa Longricha i współpracowników w oparciu o dwie czołowo-ciemieniowe kopuły czaszki. Skamieniałości odkryto w datowanych na górny kampan osadach formacji Aguja w Big Bend w Teksasie. Kopuła czaszki była zbudowana w większości z połączonych kości czołowych i ciemieniowych, z ograniczonym udziałem kości peryferyjnych. Okno nadoczodołowe pozostawało otwarte. Morfologia kostnej kopuły na czaszce potwierdza hipotezę, że Texacephale i inne pachycefalozaury używały jej do walk wewnątrzgatunkowych. Według analizy filogenetycznej przeprowadzonej przez autorów Texacephale jest bazalnym przedstawicielem grupy Pachycephalosauria. Jego skamieniałości odnaleziono w osadach przybrzeżnych, co sugeruje, że pachycefalozaury żyły nie tylko na terenach położonych w głębi lądu. Obecność Texacephale w formacji Aguja wspiera również hipotezę o odmienności tamtejszej późnokredowej fauny od występującej bardziej na północ. Nazwa Texacephale pochodzi od Teksasu, w którym odkryto szczątki tego dinozaura, oraz greckiego słowa κεφαλη/cephale, oznaczającego głowę.